# Margaret Bakkes
Margaret Bakkes (Sterkstroom, 14 de diciembre de 1931-29 de junio de 2016) fue una escritora sudafricana en afrikáans.
Estuvo casada con el historiador Cas Bakkes, con quien tuvo cuatro hijos, dos de ellos también escritores: C. Johan Bakkes y Christiaan Bakkes.